# Myrmecodillo tropicalis
Myrmecodillo tropicalis är en kräftdjursart som beskrevs av Lewis1998. Myrmecodillo tropicalis ingår i släktet Myrmecodillo och familjen Armadillidae. Inga underarter finns listade i Catalogue of Life.